# Stenopogon obscuriventris
Stenopogon obscuriventris är en tvåvingeart som beskrevs av Friedrich Hermann Loew 1872. Stenopogon obscuriventris ingår i släktet Stenopogon och familjen rovflugor. Inga underarter finns listade i Catalogue of Life.